# Levin Hirsch Levi
Levin Hirsch Levi, (Jehuda Leb på hebreiska), född juli 1734, död 14 maj 1796 i Stockholm, var en av Sveriges första rabbiner och den förste som innehade titeln överrabbin i landet. Han var Stockholms judiska församlings rabbin från 1780 till sin död 1796.
Levin Hirsch Levi studerade i Berlin och senare i Hamburg, bland annat med Jonathan Eibeschütz som lärare. Sedan blev han först rabbin i Międzychód (då kallad Birnbaum). Omkring 1763 blev han rabbin och föreståndare av den judiska församlingen i Strelitz-Alt (då en del av Mecklenburg-Strelitz).
Sedan 1770-talet hade fler och fler judar emigrerat till Sverige, framförallt till Stockholm. 1780 anställde Stockholms judiska församling sin första rabbin, Berndt Meyer, som redan lämnade sin tjänst efter mindre än ett år. Under samma år befann sig Hirsch Levi på en resa till Köpenhamn och följde kallelsen.
Det var Aaron Isaac, första juden som fick tillståndet att bosätta sig i Sverige, som samordnade rekryteringen av Meyer och sedan Hirsch Levi. Han grundade Stockholms judiska församling och fortsatt att ha en ledande roll. Isaac hade innan emigrationen till Sverige också bott under en tid i Mecklenburg och ett stort nätverk där.
År 1783 tilldelade kung Gustav III Hirsch Levi titeln som överrabbin. Titeln innebar inte någon auktoritet över andra församlingars rabbiner.
Hirsch Levi kvarstod som församlingens rabbin till sin död 1796. Hans efterträdare blev Simon Isaac Kalkar.